# Královéhradecké pověsti

Znak Hradce Králové

Toto jsou některé pověsti o Hradci Králové, které se tradovaly či tradují.

## Hradecké pověsti
Toto jsou pověsti, které se vážou k samotnému historickému jádru Hradce Králové.

### O vzniku Hradce nad Labem
- zdroj: [1][2]

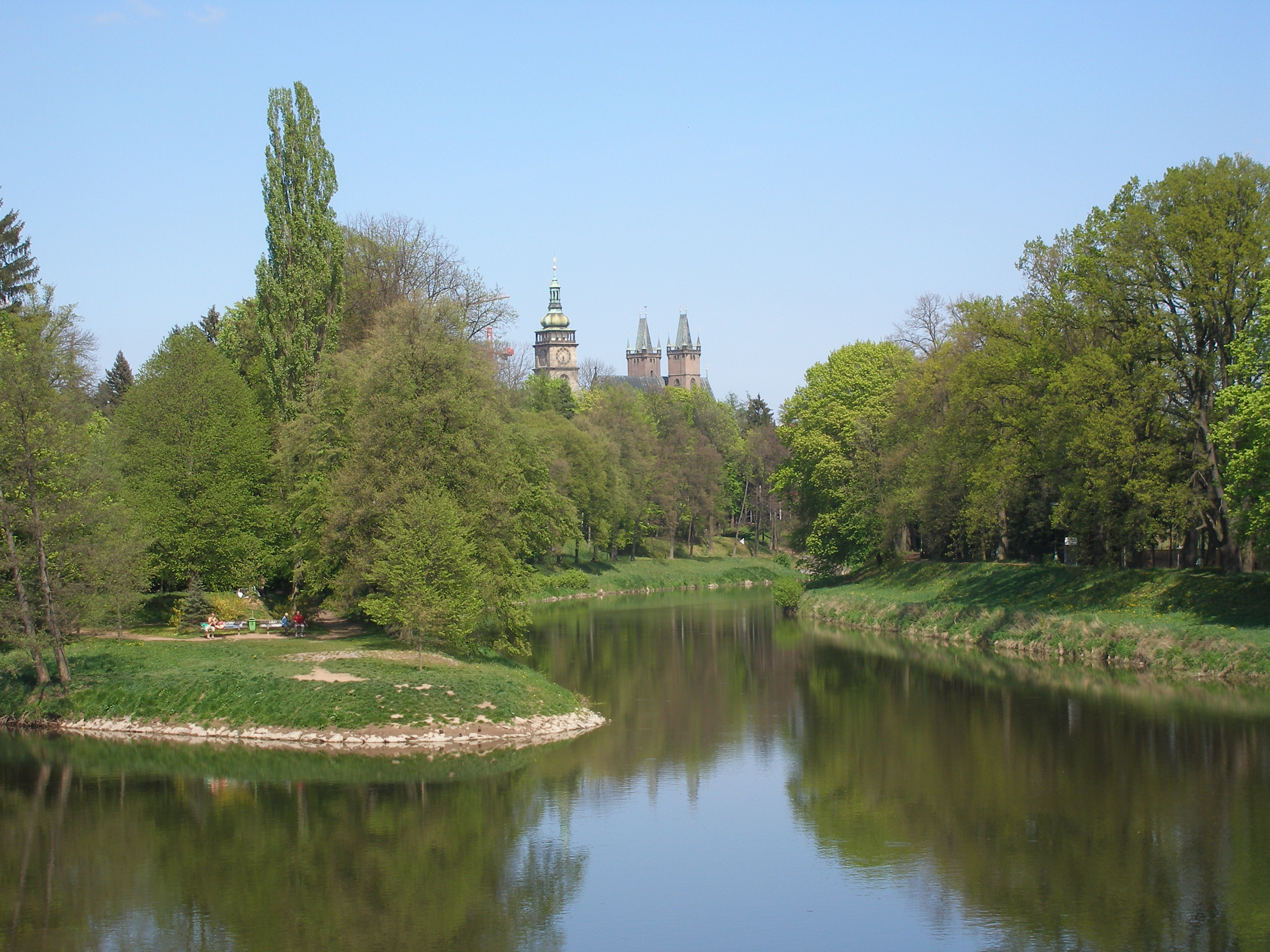
Hradec Králové – město na soutoku Labe a Orlice

Podle jedné pověsti založil Hradec v 5. století vladyka Dobroslav ze slovanského kmene Charvátů, který v té době panoval v Polabí, v kraji kolem Kouřimi. Dobroslav se i svým lidem usadil uprostřed niv na návrší mezi Labem a Orlicí. Jeho osada byla nazývána Chlumec Dobroslavský či Dobroslavův Chlumec (slovo „chlum“ či „chlumec“ znamená zalesněný kopec či pahorek). V 10. století vládli Charvátům Slavníkovci, kteří panovali na Libici, a když byl tento rod roku 995 vyvražděn, ztratil také Dobroslavův Chlumec své jméno a dále byl nazýván jen Hrad či Hradec.
Podle jiné verze nechal Dobroslav postavit hrad z pálených cihel a podle barvy se mu začalo říkat Červený nebo Cihlový hrádek, z čehož později vznikl název Hradec.
Tato „pověst“ se nachází v Kronice české, kterou v 16. století napsal kronikář a mystifikátor Václav Hájek z Libočan a jejím původním autorem je pravděpodobně právě Hájek. „Dobroslavský chlemec“ (Dobroslavův chlumec) je pak zmiňován v Rukopisu zelenohorském v básni Libušin soud. Pověst se stala i součástí sporu o Rukopisy.

### Hradecké podzemní chodby

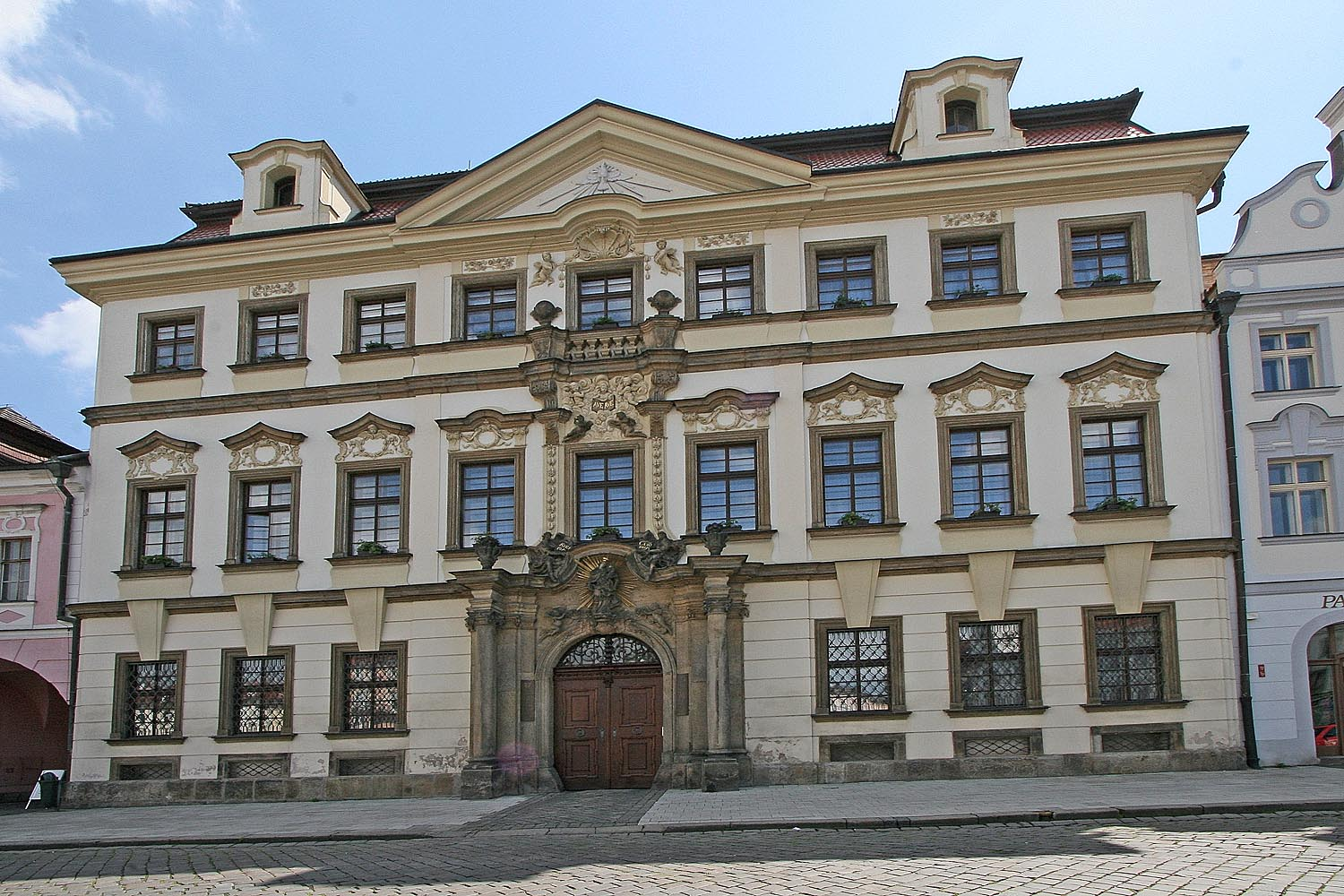
Biskupská rezidence na Velkém náměstí

V Hradci se po dlouhá léta vypráví legendy o údajných podzemních chodbách pod městem, z nichž podle nejdivočejších zvěstí některé snad vedou až na Kunětickou horu, do Josefova, do bývalého Opatovického kláštera, na bývalý novohradecký „Zámeček“ či někam do hradeckých lesů.
Tyto pověsti mají snad oporu v tom, že pod domy na starém městě se opravdu nacházejí poměrně rozsáhlé podzemní prostory – tzv. lochy. Jedná se i o několikapatrové cihlami klenuté sklepní místnosti ústící z místních sklepů do hloubky čtyř až deseti metrů. Sloužily zejm. k ukládání potravin a piva v sudech, ale také i jako úkryty v dobách války. Nejrozsáhlejší lochy jsou pod bývalou jezuitskou kolejí a biskupskou rezidencí.
Hradecký historik Zdeněk Doubek v knize Město pod Bílou věží: Čtení o starém Hradci II píše, že v roce 1965 se účastnil odkrývání chodby, která byla objevena při stavbě automatické sladovny hradeckého pivovaru. Chodba byla z velké části zaplavena vodou, kterou bylo třeba odčerpat. Zahýbala směrem do Rokitanského ulice, ale asi po 30 metrech končila bočním závalem. Další průzkum byl pak ukončen, protože stavba pivovaru dostala přednost.
Dodnes se tak pravděpodobně jedná o jedinou doloženou podzemní chodbu v Hradci Králové.

### Další pověsti o chodbách
K mytickému hradeckému podzemí se váže několik dalších pověstí:
Podle jedné pověsti skryli kdysi hradečtí měšťané v údajných rozsáhlých chodbách pod městem velký poklad. Říká se však, že kdo se ho dotkne, musí zemřít – padne k zemi zasažen proudem ohně a jisker a zůstane po něm jen zčernalá mrtvola. Již se o to prý pokoušelo několik lidí.
Jinou verzi vypráví východočeský kronikář F. L. Sál. Podle něj se v domě u katedrály sv. Ducha nachází velký kříž, který střeží nesmírný poklad. Podle pověsti sem bylo ukryto bohoslužebné náčiní, vzácná roucha a staré kancionály z katedrály sv. Ducha. Kdo se je pokusil vykopat, okamžitě padl mrtev k zemi a zčernal jako mouřenín.
Od jednoho domu u katedrály sv. Ducha měla též vést tajná chodba do Opatovického kláštera. Měla tudy chodit sestra Jana Žižky (který byl v Hradci pochován) do kláštera, kde měla milého.
V domě na Velkém náměstí prý žila žena, která měla nemanželské dítě s vojákem. Styděla se za to a holčičku zavírala do bedny v lochu, kde ji ona i její služka mučili. Jednou, když lidé z ulice slyšeli pláč, přiběhli na pomoc, ale dítě bylo již polomrtvé a nepodařilo se ho zachránit.
V dalším z lochů prý našli lidské kosti. Žena tam prý zavřela svého muže, aby se ho zbavila.

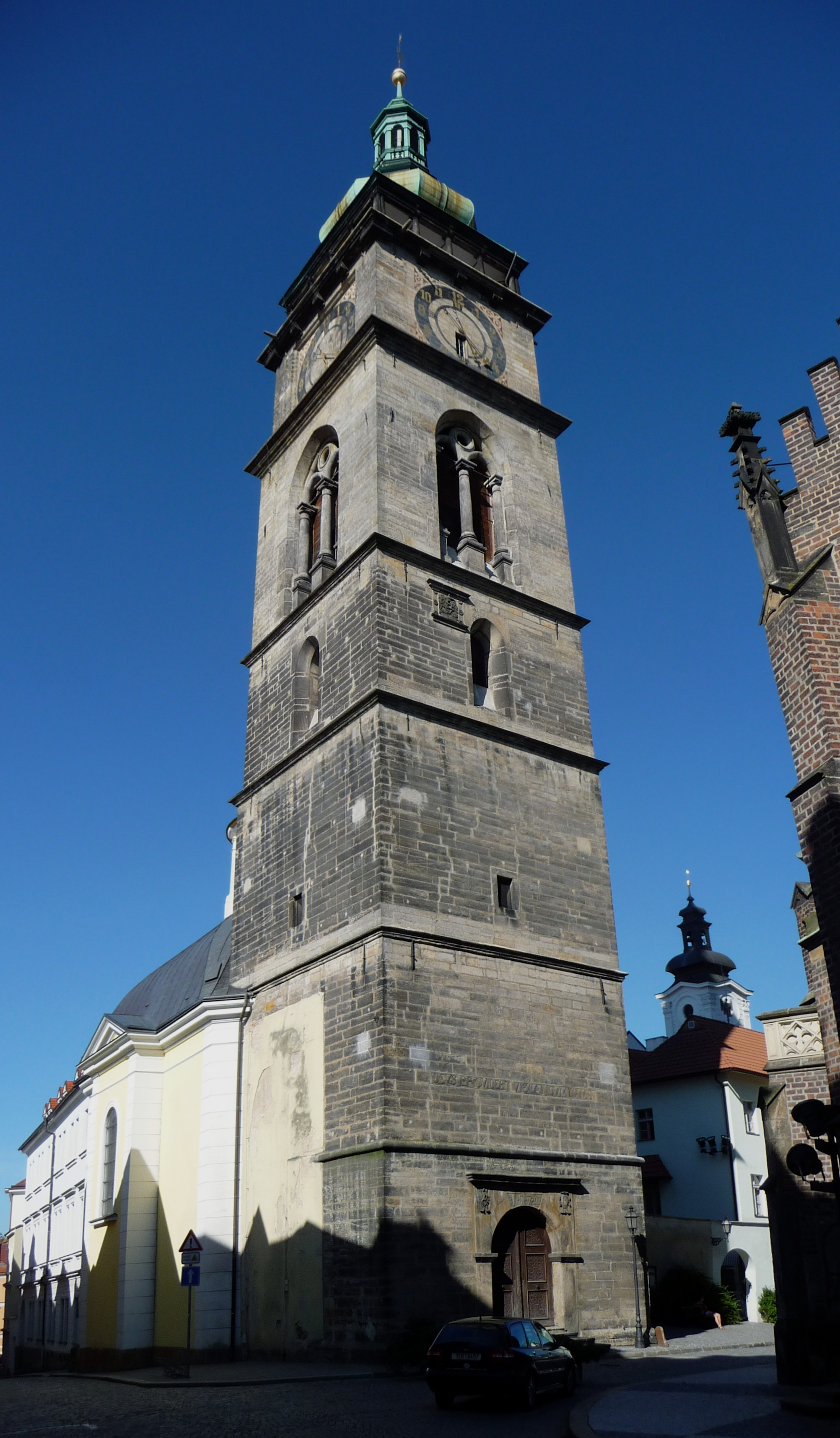
Bílá věž

### Hradecké polednice
Za starých časů strašily v Hradci a okolí polednice. Vypadaly jako staré šeredné žebračky, které hleděly do země, nikoho nepozdravily a zdánlivě si nikoho nevšímaly, ale ve skutečnosti své okolí bedlivě pozorovaly. Chodily po městě a když narazily na toulavé osamocené dítě, strčily ho do pytle. Děti pak rdousily a házely do obilí. Proto byly děti nabádány, aby byly v poledne na oběd doma. Když také obilí zrálo, polednice ho cuchaly, aby se nedalo sklízet.
Jedna z polednic prý přebývá na Bílé věži a v poledne shazuje lidi z ochozu dolů. Jedna z pověstí vypráví o holčičce, která se na věž vydala sama i přes zákaz svých rodičů. Dole pod věží ji pak našli mrtvou.
Tato pověst má prý dokonce reálný základ. V městské kronice je prý zaznamenáno, že 21. května roku 1606 dorazil do města posel Blažej. Usnul v okně Bílé věže a okolo poledne se zřítil dolů a zabil se (údajně přitom dokonce prorazil střechu jednoho z domů).

### O propadlých jeptiškách
Tento příběh zaznamenal již historik a hradecký rodák Bohuslav Balbín v 17. stol. ve svých Miscellaneích:
V časech, kdy v Hradci stál ještě středověký hrad (z něhož se dodnes dochovala jen část okrouhlé věže a na jehož místě bylo později postaveno renesanční purkrabství), stál zde ženský klášter. Jednoho dne však klášter zmizel a s ním i všechny jeptišky, které ho obývaly. Lidé si vyprávěli, že se klášter propadl do země a mnozí by i přísahali, že z hlubin slyší hlasy.
Jednoho krásného letního dne se pak ke hradu vydala mladá služka paní Zuzany, aby nasbírala nějaké byliny. Vtom se jí zjevila jeptiška v bílých šatech (bílá paní?) a tajnými dveřmi přivedla služku do podzemních komnat plných zlata a stříbra. Jeptiška věděla, že paní Zuzana má potíže s penězi a že zůstala na stáří nezaopatřena, a tak její služku obdarovala hrstí zlaťáků a nabídla jí, že může kdykoli přijít zas. Paní Zuzana se pak až do smrti nezapomněla za duši své ochránkyně každý den pomodlit.

### Pérák
I v Hradci Králové se za doby německé okupace rozšířila „městská legenda“ o Pérákovi. Ve městě prý řádil zejm. v letech 1944–45.

## Pověsti z Kuklen
Toto jsou pověsti, které se vztahují ke Kuklenám, od roku 1942 součásti Hradce Králové.

### Černý pes s ohnivýma očima
- zdroj: [14][13]

Mezi Kuklenami a Pražským Předměstím býval krásný březový háj. Bylo v něm jako v ráji, přesto byl liduprázdný. Dokonce i pruh pole okolo háje zůstal nedotčen, protože lidé se báli se k lesu byť jen přiblížit. Řádil v něm totiž příšerný černý pes s ohnivýma očima a žhavými zuby, který každého, kdo se tam odvážil vstoupit, rozsápal.
Jednoho dne se vrátil domů starý voják, který o sobě tvrdil, že se ani čerta nebojí. Rolníkovi, kterému háj patřil, slíbil, že psa za odměnu zabije. Dvakrát se tam voják vydal ve dne, ale na psa nenarazil. Potřetí tam tedy šel o půlnoci. Sotva vkročil do lesa, něco ho napadlo zezadu. Vojáka ovládl strach, dal se na útěk. Do zad mu šlehaly plameny a připadalo mu, jako by ho pronásledovali snad všichni démoni pekel. Nakonec padl pod tíhou té stvůry, kterou ani neviděl. Ráno ho našli na kraji lesa mrtvého.
Jednoho podzimního dne si na kraji háje hrály děti. Byla už zima, a tak si rozdělaly malý ohýnek, aby se zahřály. Jiskra z ohně však zapálila suchou trávu a pak i okolní stromy a celý háj vzplál plamenem. Ze všech stran se seběhli lidé podívat se, jak to dopadne s pekelným psem. Když oheň dohořel, zbyly z háje jen zčernalé ohořelé pahýly stromů, ale po psu nebylo ani památky. Když po čase přišli do místní hospody tři tuláci, majitel háje jim nabídl pár zlatých, když ohořelé stromy pokácí. Oni tak učinili a od té doby už nikdy nikdo o černém psu neslyšel.

### Zámek v rybníce
Spisovatel a sběratel pověstí Josef Virgil Grohmann zaznamenal tuto pověst:
Mezi Kuklenami a Pražským Předměstím býval malý rybník, o kterém se říkalo, že je bezedný a nachází se v něm zakletý zámek. Na Velikonoční neděli byly z rybníka slyšet zvony a z vody vystupovaly ohnivé sloupy. V ten čas se vydávaly dvě zakleté panny v doprovodu draka ze zámku do zámecké kaple.

## Pověsti z Malšovic
Toto jsou pověsti, které se vztahují k Malšovicím, od roku 1942 součásti Hradce Králové.

### O vodníkovi
V Malšovicích u Čertova mlýnku žil prý vodník, který stahoval lidi pod hladinu a ročně jich několik utopil.
I tato pověst má určitý reálný podtext – pod jezem „Mlejnek“ se skutečně několik lidí ročně utopilo a i to bylo později impulzem k postavení Slezské plovárny.

### Historka o panu Pavoukovi

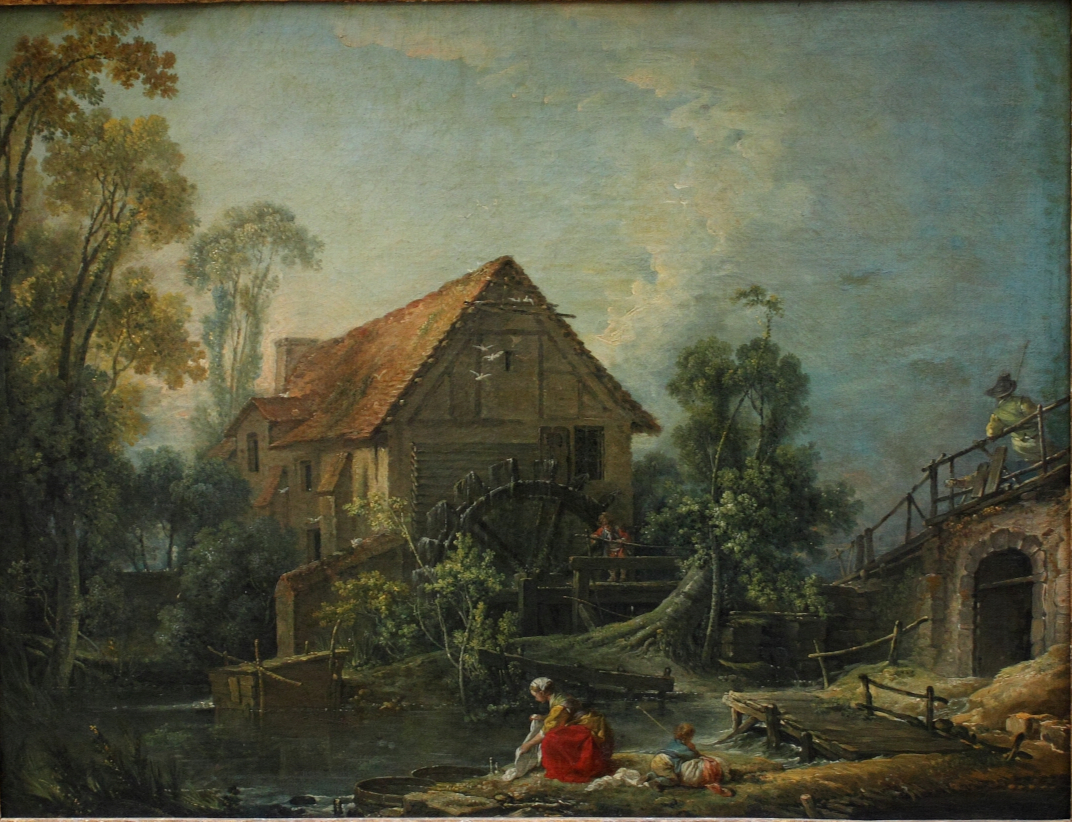

K názvu mlýna se váže další pověst, kterou zaznamenal Ignát Herrmann a která se objevila ve výboru jeho próz nazvaném Blednoucí obrázky: Pan Pavouk, vlastník mlýna, byl zámožný a vážený muž, ale když mu zemřela žena Anežka, nesl to velice těžce. Jednoho dne se pak stalo něco nepochopitelného – v přestrojení za čerta se vydal loupit do domu jedné zámožné paní. Byl však přistižen a odsouzen do vězení. Žalářníku Kalibánovi pak zaslíbil svou dceru Barušku, které se pak neřeklo jinak než čertova nevěsta. Pavouk se z toho všeho nikdy nevzpamatoval, začal pít a když jednoho dne kráčel přes úzkou lávku u mlýna, aby vytáhnul stavidlo, spadnul do žlabu a utopil se. Od té doby se mlýnu říkalo Čertův mlýn (další názvy byly Na Čertovině nebo Bouda). Mlýn již dnes v těchto místech nestojí – vyhořel roku 1920 a již nebyl obnoven. V letech 1920–21 pak byla v této oblasti postavena malšovická vodní elektrárna, celkem třetí vodní elektrárna ve městě.

## Pověsti z Roudničky
Toto jsou pověsti, které se váží k Roudničce, od roku 1980 součásti Hradce Králové.

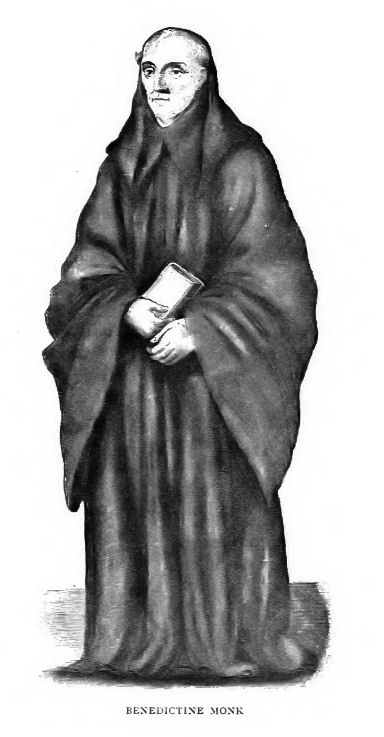

### Úkryt opatovického pokladu
Mezi Roudničkou a Vysokou nad Labem se nachází zalesněný kopec (údajně zvaný „Podzámčí“), kde již roku 1080 stála prý tvrz zvaná Vysoká (nacházela se na kopci „vysoko“ nad nedalekým tokem řeky Labe; tvrz dala jméno i obci Vysoká nad Labem). Podle pověsti měla až k tvrzi vést tajná podzemní chodba z bývalého Opatovického kláštera skýtající cestu k legendárnímu opatovickému pokladu, o kterém vypráví Alois Jirásek ve Starých pověstech českých. Dnes již je vchod do podzemí zasypaný a zarostlý. Podle pověsti ho spatří pouze spravedlivý člověk, a to na Velký pátek. Na kopci se nachází prohlubeň, kde se pevnost mohla nacházet. Dokonce tu byl údajně proveden i archeologický průzkum, ale nic se zde nenašlo. Je možné, že prohlubenina vznikla tím, že zde již lidé vchod či samotný poklad hledali.

## Další pověsti

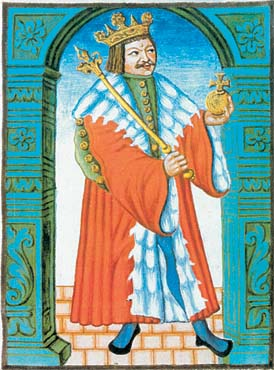
Jiří z Poděbrad

Hradeckými lesy na levém břehu Orlice po cestě zvané Hradečnice jednoho dne projížděl český král Jiří z Poděbrad se svou družinou. Byl parný den a král byl již unavený, když vtom zahlédl velký pařez a vyzval, aby se u něj zastavili a občerstvili. Pařez posloužil jako stůl a pokrm zapíjeli pramenitou vodou z jedné z mnoha studánek v okolí. Od té doby se v těchto místech (v okolí Sutých Břehů) setkáváme s názvy jako „Králův stůl“, „U Králova stolu“ či „Poděbradka“. Jádro této pověsti je možná pravdivé – Jiří z Poděbrad měl v této oblasti své majetky, a tak je pravděpodobně občas i navštívil.
Ve sklepeních bývalého hradeckého pivovaru prý škodil čert. Sládek vyprávěl dětem při školních exkurzích, že když jim vstoupí do díla, tak se nic nedaří.
U kapličky v Třebši byli popraveni dva důstojníci. Jeden z nich prý došel bez hlavy až k Umrlici, kde padl na poli (Umrlice – před regulací hradeckých řek jedno z ramen Orlice vlévající se u Třebše do Labe, dnes slepé rameno Labe, zv. Staré rameno).
V okolí Svinar se dříve nacházela bezedná jezírka, „bezedňáky“. Nikdo v nich nedokázal dosáhnout na dno a když se lidé do nich podívali, přísahali by, že vidí mraky a oblohu na druhé straně Země. Každou chvíli se v nich někdo utopil. Jednoho dne šel čeledín plavit koně a zmizel v jezírku i s nimi. Podle jiných ale pouze využil mlhavého počasí, utekl s koňmi, které pak prodal, a ztratil se ve světě.
Existuje zvěst o potvorách chrlících oheň v podloubí u děkanství u katedrály sv. Ducha. Vše ustalo, až když někdo na tom místě pověsil kříž.